# جونوس
جونوس (بالإنجليزية: Juniper Junos)‏ هو نظام التشغيل الشبكي المستخدم في أنظمة عتاد شبكات Juniper، والاستراتيجية الأساسية لـ Juniper هي تقديم نظام تشغيل وحيد فوق تجهيزاتها ينشئ منصة للتسيير (routing) والتبديل (switching) والأمن (security)
نهج نظام التشغيل الوحيد: جعل إدارة المنتجات أسهل للإثنين Juniper و المستخدمين، و يساعد على تميز Juniper تجاه منافسها الذين غالباً ما يستخدمون أنظمة تشغيل شبكية مختلفة بين خطوط الإنتاج

## الإصدارات
Junos يقدم كود وحيد بني على أساسه معظم منصات Juniper
Juniper أصدرت إصدار جديد كل 90 يوم منذ 1998
الإصدار الجديد المتاح 10.0

## المميزات
- التسيير:تخصص تسيير بروتوكول إنترنت ل Juniper Networks يسلم مجموعة كاملة من بروتوكولات التسيير
- الوحدوية (modularity): برمجيات Junos لها تصميم برمجي وحدوي
- الأمن
- التحكم و السياسة
- الأسس المعيارية: الملائمة للمعايير الصناعية من أجل التسيير و تبديل متعدد البروتوكولات باستخدام المؤشرات التعريفية و تقنيات الإتاحة مثل البروتوكول Graceful Restart ينقل إلى تحسين الاستقرار و تقليل التعقيد العملياتي

## البنية
نظام تشغيل Junos أقيم أصلاً على أساس نواة فري بي ‌إس ‌دي
فالفائدة من كونه شبيه ببيئة يونكس ,العملاء يستطيعون الوصول إلى غلاف Unix عادية
Junos هو منصة مستقلة عن أنظمة عتاد Juniper

## واجهة الأوامر السطرية (CLI) ل Junos
واجهة الأوامر السطرية ل Junos بسيطة الاستخدام و هي واجهة أوامر تعتمد على النصوص
الأوامر على هذه الواجهة هي من أجل التهيئة و حل المشاكل و مراقبة البرمجيات المشغلة على معدات Juniper
و هي تدعم نمطين من الأوامر
- النمط العملياتي: و هو أساساً من أجل التحكم ببيئة الواجهة و مراقبة و حل مشاكل توصيل الشبكة و استهلال نمط التهيئة
- نمط التهيئة: و هو من أجل تهيئة البرمجيات بواسطة خلق تدرج لحالات التهيئة

## منصة تطوير الحلول لشركاء Junos
مع برنامج منصة تطوير الحلول لشركاء Junos
Juniper Networks جعلت نظام تشغيلها مفتوح لاختيار الشركاء الذين يريدون تطوير تطبيقات (زمرة ثالثة ) من أجل مسيراتهم
فهي تقدم مجموعة قوية من الأدوات و الموارد بما فيها معدات تطوير برمجية (SDK) مع واجهات آمنة و ذكية لتوابع التسيير و خدمات Junos
و هي تسمح للعملاء و المشاركين بتطوير و نشر تطبيقات على برمجيات Junos

## Junos مقابل Cisco IOS
المنافس الأكبر ل Junos هو Cisco Systems’s IOS
Junos لديها نظام تشغيل وحدوي (modular), نواة Junos أسست على نظام التشغيل مفتوح المصدر فري بي ‌إس ‌دي
و العمليات التي تنفذ كوحدات على قمة النواة معزولة في حيز ذاكر خصوصي و محمي
المستخدمون هكذا يستطيعون إضافة ميزات و توابع إلى إصدار Junos المشغلة على أجهزتهم بدون إيقاف أو إعادة إقلاع نظام التشغيل بأكمله
Cisco IOS هو نظام تشغيل كوحدة متراصة، هذا يعني أنه ينفذ كعملية واحدة و كل العمليات تتشارك حيز الذاكرة نفسه
بسبب ذلك الأخطاء في عملية واحدة ربما يكون لها تأثير صادم أو تفسد العمليات الأخرى
أكثر من ذلك إذا أراد مستخدم إضافة ميزات و توابع جديدة لنظام التشغيل, IOS يجب أن يعاد تشغيله إلى النسخة الجديدة بما فيها الميزات المطلوبة
Cisco أصبحت مع إصدارات أخرى ل IOS مثل: IOS XR,IOS XE and NX-OS تتغلب على بنية الوحدة المتراصة و تجهلها أكثر وحدوية
Junos أنشئ 1996 الإصدار الحالي 10.0
IOS أنشئ 1987 الإصدار الحالي 15.0

## وصلات خارجية
- صفحة Junos في موقع Juniper Networks